# Темпура

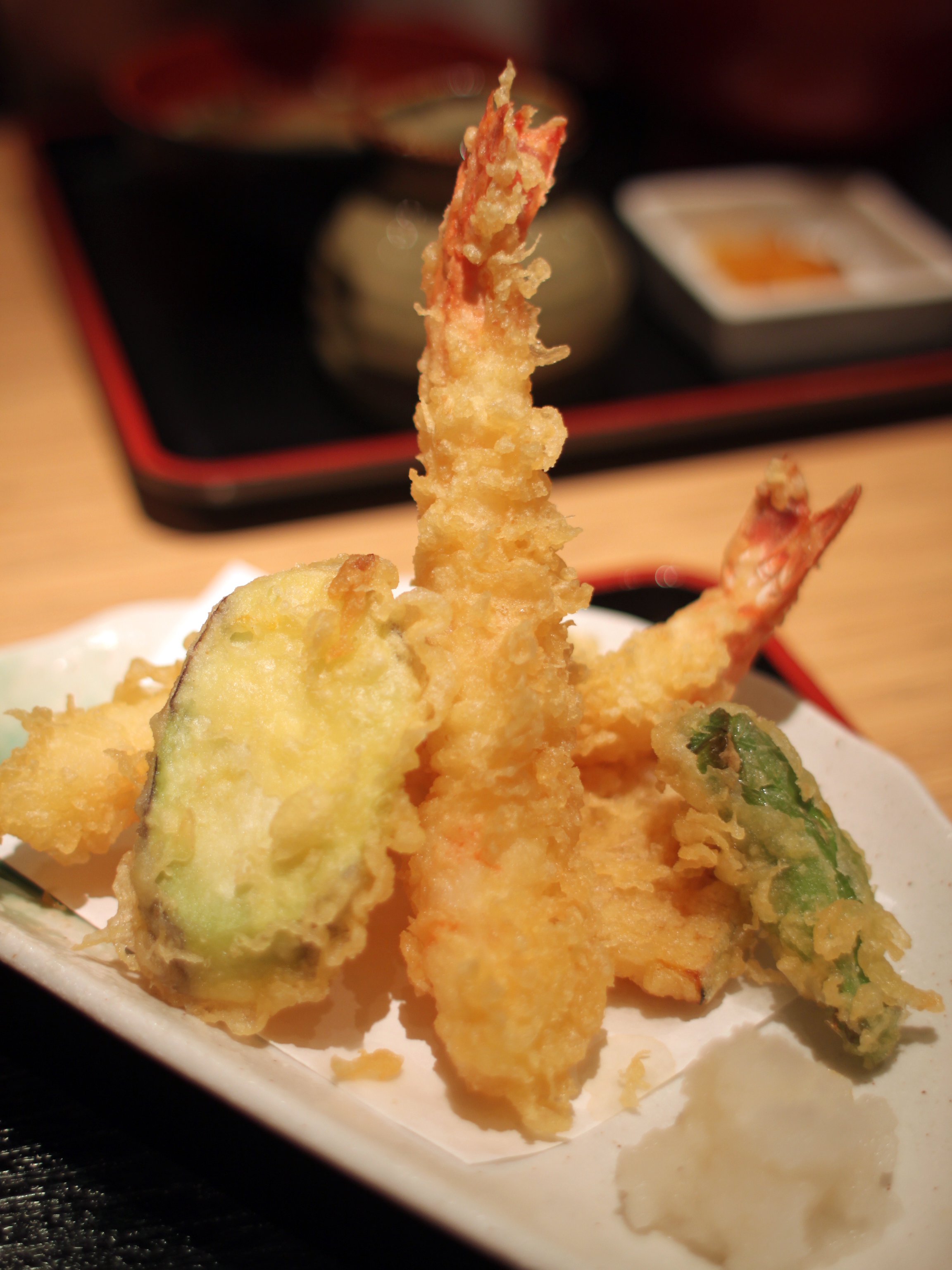
Темпури

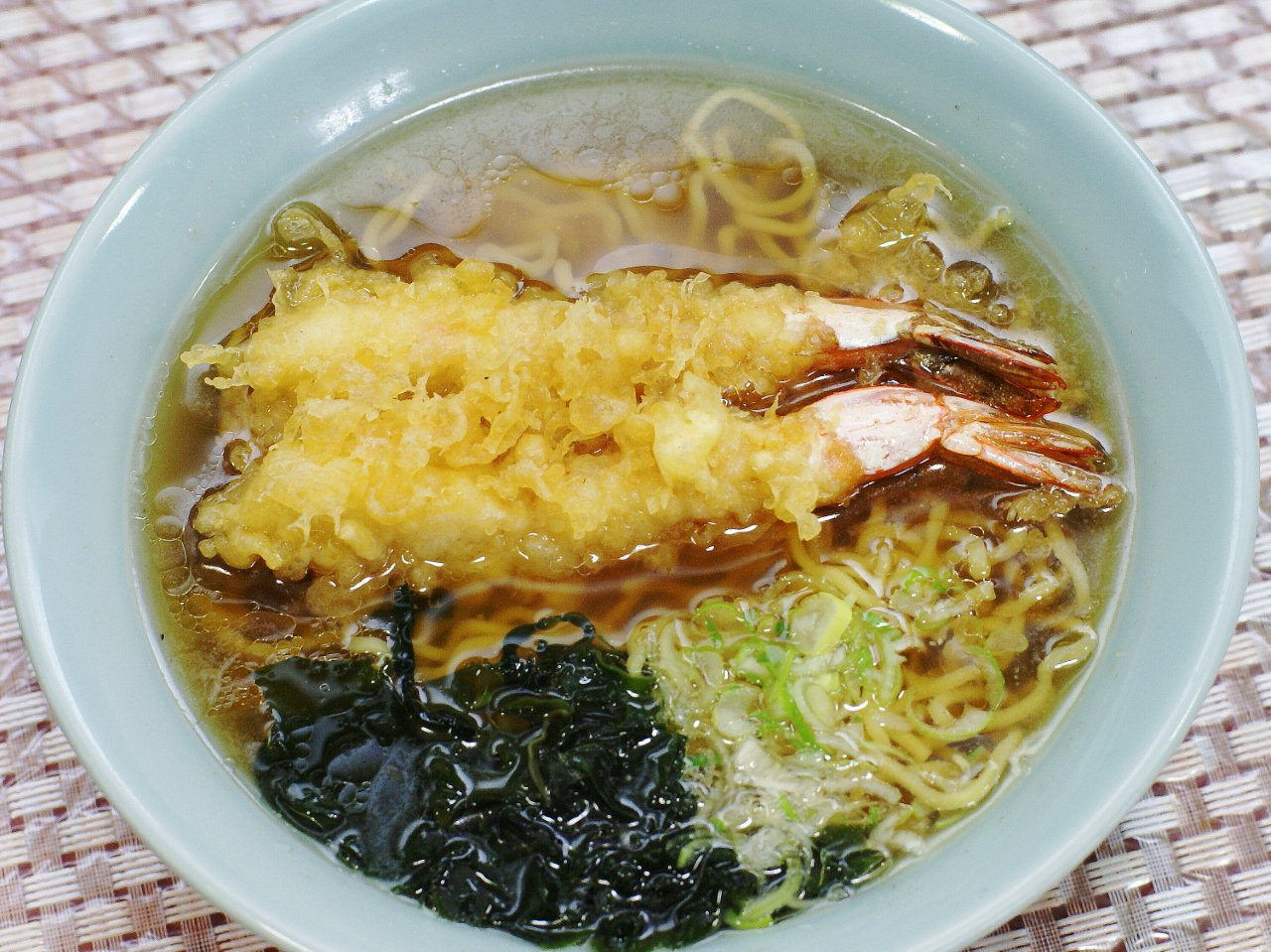
Рамен з ебі-темпурою

Темпура (яп. 天麩羅、天ぷら、てんぷら, темпура) — популярна категорія страв японської кухні з риби, морепродуктів та овочів, приготованих в клярі та обсмажених у фритюрі. Подається зі специфічними соусами.

## Історія та етимологія
У шістнадцятому столітті єзуїтськими місіонерами до Японії була завезена традиційна страва португальської кухні пейшинюш да орта, де згодом перетворилася на темпуру. Слово темпура (порт. tempora від лат. tempora — «час» (множина)) вживалося португальськими місіонерами-єзуїтами зокрема для позначення періоду посту.
Ця назва з'явилася завдяки особливим дням посту та покаяння, які називалися «чотири пори року» (лат. quatuor anni tempora). Вона об'єднувала по три дні на початку літа, осені, зими та весни, в які католики повинні були дотримуватися посту. Пізніше слово tempora у португальських місіонерів було поширено й на інші пісні дні. В такі дні можна було їсти рибу, овочі та морепродукти. Одним із способів їх приготування було обсмаження в клярі. Від португальців назва страви перейшла до японців та стала популярною.

## Спосіб приготування
Темпуру готують з безлічі продуктів. Одним з найпопулярніших є ебі-темпура, яка готується зі свіжих креветок. Також в клярі готують овочі (найчастіше це спаржа, солодкий перець, цвітна капуста), солодкі фрукти, рибу, інші морепродукти, рідше — м'ясо.
Кляр готується з яйця, холодної води та борошна. Інгредієнти не розмішують між собою ретельно і не збивають, їх просто з'єднують та злегка перемішують лопаткою. Кляр повинен мати консистенцію рідкої сметани, але бути набагато легшим, насиченим повітряними бульбашками. У клярі змочують продукт, після чого його опускають в гарячу олію та смажать. За японськими уявленнями, ідеальним є таке приготування темпури, при якому кляр засмажується до легкого хрускоту, при цьому сам продукт, зготований в ньому, практично не нагрівається.
Температуру олії підбирають так, щоб під час смаження вона не просочувалася через кляр. Після обсмаження шматочки обсушують на полотняній або паперовій серветці, щоб видалити надлишки олії. Правильно приготовлена темпура повинна бути нежирною.
Продукти для темпури можна попередньо нарізати дрібними шматками або смужками, внаслідок чого виходить багато маленьких шматочків, кожен із яких можна їсти цілим, не відкушуючи. Але існує й інша технологія: інгредієнтам надається витягнута форма (наприклад, форма тонкого рулету), в клярі обсмажується одразу весь великий шматок, а після завершення приготування він нарізається поперек на шматочки.
Темпура зазвичай подається з гарніром із натертого соломкою редису дайкон та водоростей, а також із соєвим соусом та васабі.